# Cossé-le-Vivien
 Cossé-le-Vivien  là một xã thuộc tỉnh Mayenne trong vùng Pays de la Loire tây bắc nước Pháp. Xã này nằm ở khu vực có độ cao trung bình 81 mét trên mực nước biển.
Sông Oudon chảy qua giữa xã và tạo phần lớn ranh giới tây bắc.